# ТЕС Дарлінг-Даунз
ТЕС Дарлінг-Даунз – теплова електростанція в австралійському штаті Квінсленд.
У 2010-му на майданчику станції ввели в дію парогазовий блок комбінованого циклу потужністю 630 МВт, в якому три газові турбіни потужністю по 120 МВт живлять через відповідну кількість котлів-утилізаторів одну парову турбіну з показником 270 МВт.
Як паливо використовує природний газ, що надходить по трубопроводу Валлумбілла – Дарлінг-Даунз.
Станцію обладнали системою повітряного охолодження.
Видача продукції відбувається під напругою 275 кВ до розташованої неподалік підстанції 275/330 кВ, що обслуговує систему Queensland – New South Wales Interconnector (QNI), яка призначена для поставок електроенергії до штату Новий Південний Уельс. При цьому з огляду на зазначену підстанцію в другій половині 2000-х окрім ТЕС Дарлінг-Даунз поряд з нею розмістили ТЕС Бреймар 1 та ТЕС Бреймар 2.